# 第三銀行
株式会社第三銀行（だいさんぎんこう、英語: THE DAISAN BANK, LTD.）は、かつて存在した三十三フィナンシャルグループ（三十三FG）傘下の第二地方銀行である。三重県松阪市に本店を置いていた。2021年5月1日に三重銀行と合併し、三十三銀行となった。

## 概要
商号は旧国立銀行に由来するものではなく、「三重」の「三」と無尽3社が源流であったことに由来し、三重銀行との商号の重複を回避することを意図したものである。
創業地は熊野市木本町で、初代社長は熊野市五郷町出身の斉藤敬一であった。創業時の発起人は、五郷や木本の旦那衆のメンバー15人ほどで始まった。
本店のある松阪市、創業地である熊野市、志摩市など三重県内4市3町、和歌山県2町の指定金融機関である。

## 沿革
- 1912年（大正元年）10月12日 - 熊野共融合資会社として、三重県南牟婁郡木本町（現：熊野市）に設立する。
- 1916年（大正5年）9月 - 7月に設立された熊野無尽合資会社が、熊野共融の業務を承継。
- 1927年（昭和2年）7月 - 組織変更により、三重無尽株式会社に商号を変更する。
- 1940年（昭和15年）3月 - 三重勧業無尽株式会社を合併。
- 1944年（昭和19年）3月 - 共融無尽株式会社を合併。
- 1951年（昭和26年）10月 - 相互銀行に転換し、株式会社第三相互銀行に商号を変更する。
- 1961年（昭和36年）10月 - 名古屋証券取引所第2部、大阪証券取引所第2部に株式を上場する。
- 1967年（昭和42年）10月 - 本店を現在地に移転する。
- 1973年（昭和48年）8月 - 名古屋証券取引所第1部、大阪証券取引所第1部に指定変え。
- 1976年（昭和51年）4月 - 第1次オンライン業務開始。
- 1982年（昭和57年）10月 - 第2次総合オンラインシステムへ移行。
- 1989年（平成元年）
  - 2月 - 普通銀行に転換し、株式会社第三銀行に商号を変更する。
  - 11月 - 東京証券取引所第1部に株式を上場する。
- 2000年（平成12年）5月 - 第3次総合オンラインシステムへ移行。
- 2001年（平成13年）7月 - ISO14001を認証取得する。
- 2003年（平成15年）6月17日 - 大証上場廃止（申請による）。
- 2009年（平成21年）9月 - A種優先株式を発行し、公的資金注入。
- 2014年（平成26年）1月6日 - 勘定系システムをNEXTBASEへリプレース[5][6]。
- 2015年（平成27年）4月21日 - 東京駅前のサピアタワー3階のファミマ!!サピアタワー店内に7行と共に日本ATMへの委託の下、アフターサービス共同窓口を設置[7][8]。
- 2017年（平成29年）
  - 2月28日 - 三重銀行と経営統合することで基本合意[9][10][11]。
  - 9月15日 - 三重銀行と経営統合に関する最終契約を締結[12]。
- 2018年（平成30年）
  - 3月28日 - 東京証券取引所第1部及び名古屋証券取引所第1部の上場廃止。
  - 4月2日 - 三重銀行との共同株式移転により、持株会社である株式会社三十三フィナンシャルグループを設立し、同社の完全子会社となる[13][14]。
- 2019年（平成31年）1月30日 - 三重銀行、第三銀行の両行の合併期日を2021年5月、第三銀行を存続行とし、三十三銀行とすることを発表[15]。
- 2021年（令和3年）5月1日 - 当社を存続会社として三重銀行を合併し、三十三銀行に商号変更。同時に地方銀行となる。なお本店は三重銀行と同じ四日市市に置かれた[16]。

## ATMサービス
伊勢市のおかげ横丁出張所は、利用明細票に運勢が表示されるおみくじ機能を持つ現金自動預払機（ATM）を設置している。伊勢神宮の式年遷宮による利用者増加を見越して2012年（平成24年）8月17日に設置した。

## 関係組織

### 連結子会社
- 三銀ビジネスサービス株式会社
- 三銀コンピューターサービス株式会社
- 三銀不動産調査株式会社
- 三重総合信用株式会社
- 第三カードサービス株式会社
- 三重リース株式会社

### 関連財団
- 公益財団法人三銀ふるさと文化財団 - 第三銀行と関連企業が出資[18]。三重県の文化向上に寄与した人物・団体に毎年「三銀ふるさと文化賞」を贈っている[18]。